# Eviota monostigma
Eviota monostigma és una espècie de peix de la família dels gòbids i de l'ordre dels cipriniformes que es troba a Nova Caledònia i Tonga.